# Кантемірський район
Кантемірський район або Кантемір (рум. Cantemir) — район у південно-західній Молдові. Адміністративний центр — Кантемір.

## Географія
Кантемірський район розташований на південному заході Молдови біля кордону з Румунією. Район також межує з Леовським районом (на півночі), Кагульським районом (на півдні) та Гагаузією.

### Міста
- Кантемір (Cantemir), районний центр

### Села
- Антонешть (Antoneşti), кол. Антонівка
  - Лека (Leca)
- Баймаклія (Baimaclia)
  - Акуй (Acui)
  - Сухат (Suhat)
- Вішньовка (Vişniovca)
- Канія (Cania)
  - Єпурень (Iepureni)
- Капаклія (Capaclia)
- Кьоселія (Chioselia)
  - Церенкуца (Ţărăncuţa)
- Чобалакчія (Ciobalaccia)
  - Флокоаса (Flocoasa)
  - Вікторовка (Victorovca)
- Києту (Cîietu)
  - Дімітрова (Dimitrova)
- Кирпешть (Cîrpeşti)
- Кишла (Cîşla)
  - Шофрановка (Şofranovca)
- Кочулія (Cociulia)
- Коштангалія (Coştangalia)
- Енікьой (Enichioi)
  - Бобочика (Bobocica)
  - Флорічіка (Floricica)
  - Цоліка (Ţolica)
- Готешть (Goteşti)
  - Константінешть (Constantineşti)
- Харагиш (Haragîş)
- Лергуца (Lărguţa)
- Лінгура (Lingura)
  - Кречун (Crăciun)
  - Поповка (Popovca)
- Плешень (Pleşeni)
  - Хенесень (Hănăseni), кол. Ганасени-де-Падуре
  - Тетерешень (Tătărăşeni)
- Плопь (Plopi)
  - Олександрівка (Alexandrovca)
  - Гиртоп (Hîrtop)
  - Тараклія (Taraclia)
- Порумбешть (Porumbeşti)
- Садик (Sadîc)
  - Тараклія (Taraclia)
- Стояновка (Stoianovca)
- Шамалія (Şamalia)
- Тартаул (Tartaul)
- Точень (Toceni)
  - Вилчеле (Vîlcele)
- Циганка (Ţiganca)
  - Гьолтосу (Ghioltosu)
  - Циганка-Ноуе (Ţiganca Nouă)

## Населення
Національний склад населення згідно з Переписом населення Молдови 2004 та 2014 років.
| етнічна група     | 2004           | 2004      | 2014           | 2014      |
| етнічна група     | кількість осіб | Частка, % | кількість осіб | Частка, % |
| ----------------- | -------------- | --------- | -------------- | --------- |
| молдовани/румуни  | 53 896         | 89,83     | 47 058         | 90,30     |
| болгари           | 3 736          | 6,23      | 3 108          | 5,96      |
| українці          | 969            | 1,62      | 721            | 1,38      |
| росіяни           | 710            | 1,18      | 545            | 1,05      |
| ґаґаузи           | 519            | 0,87      | 362            | 0,69      |
| цигани            | 43             | 0,07      | 53             | 0,10      |
| поляки            | 11             | 0,02      | ...            | ...       |
| євреї             | 0              | 0,00      | ...            | ...       |
| інші / не вказали | 117            | 0,20      | 268            | 0,52      |
| Всього            | 60 001         | 100       | 52 115         | 100       |

Повсякденна мова мешканців району (2014):
| мови                 | кількість осіб | Частка, % |
| -------------------- | -------------- | --------- |
| молдовська/румунська | 47 634         | 91,40     |
| російська            | 1 826          | 3,50      |
| болгарська           | 1 757          | 3,37      |
| українська           | 149            | 0,29      |
| інші                 | 128            | 0,25      |
| не вказали           | 621            | 1,19      |
| всього               | 52 115         | 100       |